# Tweede Kamerverkiezingen in het kiesdistrict Eindhoven (1850-1888)
Tweede Kamerverkiezingen in het kiesdistrict Eindhoven (1850-1888) geeft een overzicht van verkiezingen voor de Nederlandse Tweede Kamer in het kiesdistrict Eindhoven in de periode 1850-1888.
Het kiesdistrict Eindhoven was al ingesteld in 1848. De indeling van het kiesdistrict werd in 1850 gewijzigd bij de invoering van de Kieswet. Tot het kiesdistrict behoorden vanaf dat moment de volgende gemeenten: Aalst, Aarle-Rixtel, Asten, Bakel en Milheeze, Beek en Donk, Bergeyk, Best, Boekel, Borkel en Schaft, Budel, Deurne, Dommelen, Duizel, Eersel, Eindhoven, Erp, Geldrop, Gemert, Gestel en Blaarthem, Heeze, Helmond, Leende, Lierop, Lieshout, Luyksgestel, Maarheeze, Mierlo, Nistelrode, Nuenen, Gerwen en Nederwetten, Oerle, Riethoven, Sint-Oedenrode, Soerendonk, Sterksel en Gastel, Someren, Son en Breugel, Stiphout, Stratum, Strijp, Tongelre, Uden, Valkenswaard, Veghel, Veldhoven, Vessem, Wintelre en Knegsel, Vlierden, Waalre, Westerhoven, Woensel en Eckart, Zeelst en Zesgehuchten.
In 1869 werd de indeling van het kiesdistrict gewijzigd. De gemeenten Boekel, Gemert, Nistelrode en Uden werden toegevoegd aan het kiesdistrict Boxmeer. Tevens werd een gedeelte van het kiesdistrict Tilburg (de gemeenten Bladel, Hoogeloon, Hapert en Casteren, Oost-, West- en Middelbeers en Reusel) toegevoegd aan het kiesdistrict Eindhoven.
In 1878 werd de indeling van het kiesdistrict wederom gewijzigd. De gemeenten Erp, St. Oedenrode en Veghel werden toegevoegd aan het kiesdistrict 's-Hertogenbosch.
Het kiesdistrict Eindhoven was in deze periode een meervoudig kiesdistrict: het vaardigde twee leden af naar de Tweede Kamer. Om de twee jaar trad een van de leden af; er werd dan een periodieke verkiezing gehouden voor de vrijgevallen zetel. Bij algemene verkiezingen (na ontbinding van de Tweede Kamer) bracht elke kiezer twee stemmen uit. Om in de eerste verkiezingsronde gekozen te worden moest een kandidaat minimaal de districtskiesdrempel behalen; indien nodig werd een tweede ronde gehouden.
Legenda
- cursief: in de eerste verkiezingsronde geplaatst voor de tweede ronde;
- vet: gekozen als lid van de Tweede Kamer.

## 27 augustus 1850
De verkiezingen waren algemene verkiezingen; zij werden gehouden na ontbinding van de Tweede Kamer na inwerkingtreding van de Kieswet.
|                                | 27 augustus |
| ------------------------------ | ----------- |
| Kiesgerechtigden               | 1.950       |
| Opkomst                        | 1.432       |
| Geldige stemmen                | 2.817       |
| Blanco stemmen                 | 33          |
| Kiesdrempel                    | 704         |
| Kandidaten                     |             |
| J.F. van der Heijde            | 1.133       |
| J.B. Bots                      | 1.068       |
| J.O. de Jong van Beek en Donk  | 249         |
| P. van den Heuvel              | 185         |
| C.F. Wesselman                 | 46          |
| Bangeman Huygens van Lowendaal | 32          |

## 8 juni 1852
De verkiezingen waren periodieke verkiezingen; zij werden gehouden vanwege de afloop van de zittingstermijn van een gekozen lid.
|                               | 8 juni |
| ----------------------------- | ------ |
| Kiesgerechtigden              | 1.869  |
| Opkomst                       | 1.015  |
| Geldige stemmen               | 985    |
| Blanco stemmen                | 5      |
| Kandidaten                    |        |
| J.B. Bots                     | 498    |
| P. van den Heuvel             | 269    |
| J.O. de Jong van Beek en Donk | 156    |
| C.F. Wesselman                | 44     |

## 17 mei 1853
De verkiezingen waren algemene verkiezingen; zij werden gehouden na ontbinding van de Tweede Kamer.
|                     | 17 mei | 31 mei |
| ------------------- | ------ | ------ |
| Kiesgerechtigden    | 2.050  | 2.050  |
| Opkomst             | 1.569  | 1.465  |
| Geldige stemmen     | 3.056  | 1.456  |
| Blanco stemmen      | 74     | 5      |
| Kiesdrempel         | 764    | 728    |
| Kandidaten          |        |        |
| J.B. Bots           | 967    |        |
| P. van den Heuvel   | 658    | 764    |
| J.F. van der Heijde | 658    | 692    |
| M. van den Acker    | 461    |        |
| N.F.C.J. Sassen     | 94     |        |
| E.J.H. Borret       | 35     |        |
| J.R. Thorbecke      | 25     |        |
| C.F. Wesselman      | 23     |        |

## 27 april 1854
Petrus van den Heuvel, gekozen bij de verkiezingen van 17 mei 1853, trad op 30 maart 1854 af vanwege zijn benoeming als rechter bij de arrondissementsrechtbank in Eindhoven. Om in de ontstane vacature te voorzien werd een tussentijdse verkiezing gehouden.
|                     | 27 april |
| ------------------- | -------- |
| Kiesgerechtigden    | 2.050    |
| Opkomst             | 1.055    |
| Geldige stemmen     | 1.030    |
| Blanco stemmen      | 13       |
| Kandidaten          |          |
| J.F. van der Heijde | 825      |
| A.A.J. Meijlink     | 84       |
| T. Princen          | 24       |

## 13 juni 1854
De verkiezingen waren periodieke verkiezingen; zij werden gehouden vanwege de afloop van de zittingstermijn van een gekozen lid.
|                     | 13 juni |
| ------------------- | ------- |
| Kiesgerechtigden    | 2.050   |
| Opkomst             | 972     |
| Geldige stemmen     | 957     |
| Blanco stemmen      | 14      |
| Kandidaten          |         |
| J.F. van der Heijde | 884     |

## 22 augustus 1854
Johannes van der Heijde, gekozen bij de verkiezingen van 13 juni 1854, overleed op 25 juli 1854. Om in de ontstane vacature te voorzien werd een tussentijdse verkiezing gehouden.
|                  | 22 augustus |
| ---------------- | ----------- |
| Kiesgerechtigden | 2.050       |
| Opkomst          | 1.134       |
| Geldige stemmen  | 1.127       |
| Blanco stemmen   | 6           |
| Kandidaten       |             |
| A.A.J. Meijlink  | 621         |
| M. van den Acker | 370         |
| H.H. Vermeulen   | 37          |
| W. Sassen        | 32          |
| C.F. Wesselman   | 24          |

## 23 oktober 1855
Johannes Bots, gekozen bij de verkiezingen van 17 mei 1853, trad op 5 augustus 1855 af vanwege zijn herbenoeming als kantonrechter in Helmond. Om in de ontstane vacature te voorzien werd een tussentijdse verkiezing gehouden.
|                  | 23 oktober |
| ---------------- | ---------- |
| Kiesgerechtigden | 2.050      |
| Opkomst          | 831        |
| Geldige stemmen  | 822        |
| Blanco stemmen   | 2          |
| Kandidaten       |            |
| J.B. Bots        | 762        |
| M. van den Acker | 21         |

## 10 juni 1856
De verkiezingen waren periodieke verkiezingen; zij werden gehouden vanwege de afloop van de zittingstermijn van een gekozen lid.
|                  | 10 juni |
| ---------------- | ------- |
| Kiesgerechtigden | 2.042   |
| Opkomst          | 889     |
| Geldige stemmen  | 880     |
| Blanco stemmen   | 4       |
| Kandidaten       |         |
| J.B. Bots        | 840     |

## 8 juni 1858
De verkiezingen waren periodieke verkiezingen; zij werden gehouden vanwege de afloop van de zittingstermijn van een gekozen lid.
|                  | 8 juni |
| ---------------- | ------ |
| Kiesgerechtigden | 2.057  |
| Opkomst          | 1.008  |
| Geldige stemmen  | 994    |
| Blanco stemmen   | 5      |
| Kandidaten       |        |
| A.A.J. Meijlink  | 955    |
| C.F. Wesselman   | 24     |

## 12 juni 1860
De verkiezingen waren periodieke verkiezingen; zij werden gehouden vanwege de afloop van de zittingstermijn van een gekozen lid.
|                  | 12 juni |
| ---------------- | ------- |
| Kiesgerechtigden | 2.121   |
| Opkomst          | 1.082   |
| Geldige stemmen  | 1.081   |
| Blanco stemmen   | 2       |
| Kandidaten       |         |
| J.B. Bots        | 999     |
| W. van Rekum     | 37      |

## 10 juni 1862
De verkiezingen waren periodieke verkiezingen; zij werden gehouden vanwege de afloop van de zittingstermijn van een gekozen lid.
|                  | 10 juni |
| ---------------- | ------- |
| Kiesgerechtigden | 2.146   |
| Opkomst          | 944     |
| Geldige stemmen  | 935     |
| Blanco stemmen   | 6       |
| Kandidaten       |         |
| A.A.J. Meijlink  | 851     |
| W. van Rekum     | 39      |

## 5 januari 1864
Antonius Meijlink, gekozen bij de verkiezingen van 10 juni 1862, overleed op 11 december 1863. Om in de ontstane vacature te voorzien werd een tussentijdse verkiezing gehouden.
|                   | 5 januari | 19 januari |
| ----------------- | --------- | ---------- |
| Kiesgerechtigden  | 2.207     | 2.207      |
| Opkomst           | 1.425     | 1.745      |
| Geldige stemmen   | 1.421     | 1.738      |
| Blanco stemmen    | 5         | 9          |
| Kandidaten        |           |            |
| P. van den Heuvel | 438       | 904        |
| P.J.A. Smitz      | 700       | 834        |
| J.F. Coolen       | 253       |            |

## 14 juni 1864
De verkiezingen waren periodieke verkiezingen; zij werden gehouden vanwege de afloop van de zittingstermijn van een gekozen lid.
|                  | 14 juni |
| ---------------- | ------- |
| Kiesgerechtigden | 2.283   |
| Opkomst          | 1.081   |
| Geldige stemmen  | 1.073   |
| Blanco stemmen   | 8       |
| Kandidaten       |         |
| J.B. Bots        | 1.044   |

## 12 september 1865
Johannes Bots, gekozen bij de verkiezingen van 14 juni 1864, trad op 21 augustus 1865 af vanwege zijn herbenoeming als kantonrechter in Helmond. Om in de ontstane vacature te voorzien werd een tussentijdse verkiezing gehouden.
|                  | 12 september |
| ---------------- | ------------ |
| Kiesgerechtigden | 2.268        |
| Opkomst          | 800          |
| Geldige stemmen  | 791          |
| Blanco stemmen   | 5            |
| Kandidaten       |              |
| J.B. Bots        | 759          |

## 12 juni 1866
De verkiezingen waren periodieke verkiezingen; zij werden gehouden vanwege de afloop van de zittingstermijn van een gekozen lid.
|                   | 12 juni |
| ----------------- | ------- |
| Kiesgerechtigden  | 2.268   |
| Opkomst           | 1.046   |
| Geldige stemmen   | 1.038   |
| Blanco stemmen    | 7       |
| Kandidaten        |         |
| P. van den Heuvel | 960     |
| P.J.A. Smitz      | 51      |

## 30 oktober 1866
De verkiezingen waren algemene verkiezingen; zij werden gehouden na ontbinding van de Tweede Kamer.
|                     | 30 oktober |
| ------------------- | ---------- |
| Kiesgerechtigden    | 2.268      |
| Opkomst             | 1.591      |
| Geldige stemmen     | 3.084      |
| Blanco stemmen      | 96         |
| Kiesdrempel         | 771        |
| Kandidaten          |            |
| J.B. Bots           | 1.275      |
| P. van den Heuvel   | 1.136      |
| P.J.A. Smitz        | 511        |
| C.F. Wesselman      | 60         |
| J.F. Smits van Oyen | 27         |

## 22 januari 1868
De verkiezingen waren algemene verkiezingen; zij werden gehouden na ontbinding van de Tweede Kamer.
|                   | 22 januari |
| ----------------- | ---------- |
| Kiesgerechtigden  | 2.344      |
| Opkomst           | 1.663      |
| Geldige stemmen   | 3.249      |
| Blanco stemmen    | 67         |
| Kiesdrempel       | 812        |
| Kandidaten        |            |
| J.B. Bots         | 1.531      |
| P.J.A. Smitz      | 868        |
| P. van den Heuvel | 811        |

## 8 juni 1869
De verkiezingen waren periodieke verkiezingen; zij werden gehouden vanwege de afloop van de zittingstermijn van een gekozen lid.
|                   | 8 juni |
| ----------------- | ------ |
| Kiesgerechtigden  | 2.146  |
| Opkomst           | 1.076  |
| Geldige stemmen   | 1.059  |
| Blanco stemmen    | 17     |
| Kandidaten        |        |
| J.B. Bots         | 980    |
| P. van den Heuvel | 47     |

## 20 september 1870
Johannes Bots, gekozen bij de verkiezingen van 8 juni 1869, trad op 21 augustus 1870 af vanwege zijn herbenoeming als kantonrechter in Helmond. Om in de ontstane vacature te voorzien werd een tussentijdse verkiezing gehouden.
|                  | 20 september |
| ---------------- | ------------ |
| Kiesgerechtigden | 2.200        |
| Opkomst          | 844          |
| Geldige stemmen  | 840          |
| Blanco stemmen   | 2            |
| Kandidaten       |              |
| J.B. Bots        | 802          |

## 13 juni 1871
De verkiezingen waren periodieke verkiezingen; zij werden gehouden vanwege de afloop van de zittingstermijn van een gekozen lid.
|                   | 13 juni |
| ----------------- | ------- |
| Kiesgerechtigden  | 2.259   |
| Opkomst           | 1.231   |
| Geldige stemmen   | 1.199   |
| Blanco stemmen    | 32      |
| Kandidaten        |         |
| P.J.A. Smitz      | 1.128   |
| P. van den Heuvel | 27      |

## 10 juni 1873
De verkiezingen waren periodieke verkiezingen; zij werden gehouden vanwege de afloop van de zittingstermijn van een gekozen lid.
|                  | 10 juni |
| ---------------- | ------- |
| Kiesgerechtigden | 2.319   |
| Opkomst          | 1.556   |
| Geldige stemmen  | 1.545   |
| Blanco stemmen   | 7       |
| Kandidaten       |         |
| A.J.H. van Baar  | 827     |
| J.B. Bots        | 705     |

## 8 juni 1875
De verkiezingen waren periodieke verkiezingen; zij werden gehouden vanwege de afloop van de zittingstermijn van een gekozen lid.
|                    | 8 juni |
| ------------------ | ------ |
| Kiesgerechtigden   | 2.392  |
| Opkomst            | 1.310  |
| Geldige stemmen    | 1.302  |
| Blanco stemmen     | 8      |
| Kandidaten         |        |
| P.J.A. Smitz       | 1.127  |
| D.H. van den Acker | 150    |

## 23 maart 1876
Antonius van Baar, gekozen bij de verkiezingen van 10 juni 1873, trad op 8 maart 1876 af vanwege zijn herbenoeming als kantonrechter in Oirschot. Om in de ontstane vacature te voorzien werd een tussentijdse verkiezing gehouden.
|                  | 23 maart |
| ---------------- | -------- |
| Kiesgerechtigden | 2.392    |
| Opkomst          | 917      |
| Geldige stemmen  | 904      |
| Blanco stemmen   | 9        |
| Kandidaten       |          |
| A.J.H. van Baar  | 881      |

## 12 juni 1877 (tussentijds)
Petrus Smitz, gekozen bij de verkiezingen van 8 juni 1875, trad op 15 mei 1877 af vanwege zijn herbenoeming als kantonrechter in Eindhoven. Om in de ontstane vacature te voorzien werd een tussentijdse verkiezing gehouden.
|                     | 12 juni |
| ------------------- | ------- |
| Kiesgerechtigden    | 2.624   |
| Opkomst             | 1.204   |
| Geldige stemmen     | 1.193   |
| Blanco stemmen      | 11      |
| Kandidaten          |         |
| P.J.A. Smitz        | 1.085   |
| F.W. van den Dungen | 49      |
| A.J.H. van Baar     | 35      |

## 12 juni 1877 (periodiek)
De verkiezingen waren periodieke verkiezingen; zij werden gehouden vanwege de afloop van de zittingstermijn van een gekozen lid.
|                     | 12 juni |
| ------------------- | ------- |
| Kiesgerechtigden    | 2.624   |
| Opkomst             | 1.205   |
| Geldige stemmen     | 1.194   |
| Blanco stemmen      | 12      |
| Kandidaten          |         |
| A.J.H. van Baar     | 1.093   |
| F.W. van den Dungen | 45      |

## 25 september 1877
Petrus Smitz, gekozen bij de verkiezingen van 12 juni 1877, trad op 17 september 1877 af vanwege zijn verkiezing tot lid van de Eerste Kamer. Om in de ontstane vacature te voorzien werd een tussentijdse verkiezing gehouden.
|                    | 25 september |
| ------------------ | ------------ |
| Kiesgerechtigden   | 2.624        |
| Opkomst            | 1.224        |
| Geldige stemmen    | 1.223        |
| Blanco stemmen     | 2            |
| Kandidaten         |              |
| C.A.H. Barge       | 722          |
| D.H. van den Acker | 407          |
| J.H.A. Diepen      | 86           |

## 10 juni 1879
De verkiezingen waren periodieke verkiezingen; zij werden gehouden vanwege de afloop van de zittingstermijn van een gekozen lid.
|                    | 10 juni |
| ------------------ | ------- |
| Kiesgerechtigden   | 2.424   |
| Opkomst            | 1.632   |
| Geldige stemmen    | 1.624   |
| Blanco stemmen     | 5       |
| Kandidaten         |         |
| C.A.H. Barge       | 867     |
| J.H.A. Diepen      | 605     |
| D.H. van den Acker | 150     |

## 8 juni 1880
Harry Barge, gekozen bij de verkiezingen van 10 juni 1879, trad op 10 mei 1880 af vanwege zijn benoeming als lid van het Hof van Justitie in Curaçao. Om in de ontstane vacature te voorzien werd een tussentijdse verkiezing gehouden.
|                    | 8 juni |
| ------------------ | ------ |
| Kiesgerechtigden   | 2.463  |
| Opkomst            | 1.539  |
| Geldige stemmen    | 1.532  |
| Blanco stemmen     | 6      |
| Kandidaten         |        |
| P.J.F. Vermeulen   | 1.146  |
| D.H. van den Acker | 378    |

## 14 juni 1881
De verkiezingen waren periodieke verkiezingen; zij werden gehouden vanwege de afloop van de zittingstermijn van een gekozen lid.
|                  | 14 juni |
| ---------------- | ------- |
| Kiesgerechtigden | 2.558   |
| Opkomst          | 1.141   |
| Geldige stemmen  | 1.128   |
| Blanco stemmen   | 12      |
| Kandidaten       |         |
| A.J.H. van Baar  | 1.087   |

## 12 juni 1883
De verkiezingen waren periodieke verkiezingen; zij werden gehouden vanwege de afloop van de zittingstermijn van een gekozen lid.
|                  | 12 juni |
| ---------------- | ------- |
| Kiesgerechtigden | 2.610   |
| Opkomst          | 1.052   |
| Geldige stemmen  | 1.046   |
| Blanco stemmen   | 6       |
| Kandidaten       |         |
| P.J.F. Vermeulen | 1.019   |

## 28 oktober 1884
De verkiezingen waren algemene verkiezingen; zij werden gehouden na ontbinding van de Tweede Kamer.
|                    | 28 oktober |
| ------------------ | ---------- |
| Kiesgerechtigden   | 2.682      |
| Opkomst            | 1.236      |
| Geldige stemmen    | 2.439      |
| Blanco stemmen     | 35         |
| Kiesdrempel        | 610        |
| Kandidaten         |            |
| A.J.H. van Baar    | 1.185      |
| P.J.F. Vermeulen   | 1.165      |
| D.H. van den Acker | 53         |

## 15 juni 1886
De verkiezingen waren algemene verkiezingen; zij werden gehouden na ontbinding van de Tweede Kamer.
|                    | 15 juni |
| ------------------ | ------- |
| Kiesgerechtigden   | 2.886   |
| Opkomst            | 1.804   |
| Geldige stemmen    | 3.551   |
| Blanco stemmen     | 41      |
| Kiesdrempel        | 888     |
| Kandidaten         |         |
| A.J.H. van Baar    | 1.619   |
| P.J.F. Vermeulen   | 1.587   |
| D.H. van den Acker | 188     |
| M. Prinzen         | 137     |

## 1 september 1887
De verkiezingen waren algemene verkiezingen; zij werden gehouden na ontbinding van de Tweede Kamer.
|                  | 1 september |
| ---------------- | ----------- |
| Kiesgerechtigden | 2.914       |
| Opkomst          | 1.314       |
| Geldige stemmen  | 2.602       |
| Blanco stemmen   | 16          |
| Kiesdrempel      | 651         |
| Kandidaten       |             |
| A.J.H. van Baar  | 1.263       |
| P.J.F. Vermeulen | 1.260'      |

## Voortzetting
Na de grondwetsherziening van 1887 werden de meervoudige kiesdistricten opgeheven; het kiesdistrict Eindhoven werd derhalve omgezet in een enkelvoudig kiesdistrict. De gemeenten Aalst, Aarle-Rixtel, Asten, Bakel en Milheeze, Budel, Deurne, Geldrop, Heeze, Helmond, Leende, Lierop, Maarheeze, Mierlo, Nuenen, Gerwen en Nederwetten, Soerendonk, Sterksel en Gastel, Someren, Stiphout, Tongelre, Vlierden, Waalre en Zesgehuchten werden toegevoegd aan het kiesdistrict Helmond, de gemeente Oost-, West- en Middelbeers aan het kiesdistrict Tilburg en de gemeenten Beek en Donk, Lieshout en Son en Breugel aan het kiesdistrict Veghel. Een gedeelte van het kiesdistrict Tilburg (de gemeente Hooge en Lage Mierde) werd toegevoegd aan het kiesdistrict Eindhoven.